# بول ليتل (مؤلف)
بول ليتل (بالإنجليزية: Paul Little)‏ (1915 - 1987، شيكاغو في الولايات المتحدة)؛ كاتب وروائي أمريكي.